# La casa sulle nuvole
La casa sulle nuvole è un film del 2008 (uscito nel maggio 2009) diretto da Claudio Giovannesi, alla sua opera prima.
Il film è nato a partire da un documentario (Appunti per un film in Marocco).

## Trama
I fratelli Lorenzo e Michele vivono a Roma in una grande casa. Il primo suona jazz ed è estroverso, mentre il secondo è più introverso e alleva labrador. Scoprono che il loro padre, fuggito all'estero da molti anni, è in Marocco e ha venduto la loro casa. Così intraprendono un viaggio alla scoperta di loro padre lambendo il deserto.

## Premi
- Festival del film europeo di Bruxelles - Vincitore del premio speciale della giuria